# Wereldkampioenschap 9-ball
Het Wereldkampioenschap 9-ball is een jaarlijks terugkerend internationaal 9-ball toernooi voor professionele pool-spelers onder auspiciën van de World Pool-Billiard Association (WPA). Er is zowel een dames- als herentoernooi. Een van de sponsors, Matchroom Sport gebruikt voor hetzelfde evenement de naam World Pool Championship.
Het eerste wereldkampioenschap werd in 1990 georganiseerd. Tot 1999 was het WPA de enige organisatie die hierbij betrokken was. In juli 1999 deed Matchroom Sport een poging om mee te mogen doen aan de organisatie. Dit werd echter afgewezen. Hierdoor werden er in 1999 twee wereldkampioenschappen 9-ball gespeeld. Het ene, georganiseerd door de WPA werd gespeeld in Alicante en gewonnen door Nick Varner. Het evenement van Matchroom werd gespeeld in Cardiff en werd gewonnen door de Filipino Efren Reyes. De WPA was zo onder de indruk van de professionele organisatie van het Matchroom evenement dat het toernooi vanaf 2000 door Matchroom georganiseerd mocht worden. Daarnaast werd ook Reyes opgenomen in de lijst van kampioenen van het wereldkampioenschap.
Niels Feijen was in 2014 de eerste Nederlandse winnaar van het wereldkampioenschap 9-ball. Hij versloeg dat jaar achtereenvolgens Salaheldeen Al Rimawi (11–4), Radosław Babica (11–6), Mario He (11–6), Carlo Biado (11–7), Elmer Haya (11–7) en Albin Ouschan (13–10).

## Mannen
| Jaar                  | Locatie                                 | Winnaar                    | Finalist             |
| --------------------- | --------------------------------------- | -------------------------- | -------------------- |
| WK 1990               | Bergheim, Duitsland                     | Earl Strickland (1)        | Jeff Carter          |
| WK 1991               | Las Vegas, Verenigde Staten             | Earl Strickland (2)        | Nick Varner          |
| WK 1992               | Taipei, Taiwan                          | Johnny Archer (1)          | Robert Hunter        |
| WK 1993               | Königswinter, Duitsland                 | Chao Fong-pang (1)         | Thomas Hasch         |
| WK 1994               | Chicago, Verenigde Staten               | Okumura Takeshi (1)        | Yasunari Itsuzaki    |
| WK 1995               | Taipei, Taiwan                          | Oliver Ortmann (1)         | Dallas West          |
| WK 1996               | Borlänge, Zweden                        | Ralf Souquet (1)           | Tom Storm            |
| WK 1997               | Chicago, Verenigde Staten               | Johnny Archer (2)          | Lee Kun-fang         |
| WK 1998               | Taipei, Taiwan                          | Takahashi Kunihiko (1)     | Johnny Archer        |
| WK 1999 (1), 5–12 dec | Alicante, Spanje                        | Nick Varner (1)            | Jeremy Jones         |
| WK 1999 (2)           | Cardiff, Wales                          | Efren Reyes (1)            | Chang Hao-ping       |
| WK 2000, 1–9 juli     | Cardiff, Wales                          | Chao Fong-pang (2)         | Ismael Paez          |
| WK 2001, 14–22 juli   | Cardiff, Wales                          | Mika Immonen (1)           | Ralf Souquet         |
| WK 2002, 13–21 juli   | Cardiff, Wales                          | Earl Strickland (3)        | Francisco Bustamante |
| WK 2003, 12–20 juli   | Cardiff, Wales                          | Thorsten Hohmann (1)       | Alex Pagulayan       |
| WK 2004, 10–18 juli   | Taipei, Taiwan                          | Alex Pagulayan (1)         | Chang Pei-wei        |
| WK 2005, 2–10 juli    | Kaohsiung, Taiwan                       | Wu Chia-ching (1)          | Kuo Po-cheng         |
| WK 2006, 4–12 nov     | Pasay, Filipijnen                       | Ronato Alcano (1)          | Ralf Souquet         |
| WK 2007, 3–11 juli    | Quezon City, Filipijnen                 | Daryl Peach (1)            | Roberto Gomez        |
| 2008                  | Niet gespeeld                           | —                          | —                    |
| 2009                  | Niet gespeeld                           | —                          | —                    |
| WK 2010               | Doha, Qatar                             | Francisco Bustamante (1)   | Kuo Po-cheng         |
| WK 2011               | Doha, Qatar                             | Yukio Akakariyama (1)      | Ronato Alcano        |
| WK 2012               | Doha, Qatar                             | Darren Appleton (1)        | Li Hewen             |
| WK 2013               | Doha, Qatar                             | Thorsten Hohmann (2)       | Antonio Gabica       |
| WK 2014               | Doha, Qatar                             | Niels Feijen (1)           | Albin Ouschan        |
| WK 2015               | Doha, Qatar                             | Ko Pin-yi (1)              | Shane Van Boening    |
| WK 2016               | Doha, Qatar                             | Albin Ouschan (1)          | Shane Van Boening    |
| WK 2017               | Doha, Qatar                             | Carlo Biado (1)            | Roland Garcia        |
| WK 2018               | Doha, Qatar                             | Joshua Filler (1)          | Carlo Biado          |
| WK 2019               | Doha, Qatar                             | Fedor Gorst (1)            | Chang Jung-lin       |
| 2020                  | Niet gespeeld vanwege de coronapandemie | —                          | —                    |
| WK 2021               | Milton Keynes, Engeland                 | Albin Ouschan (2)          | Omar Al-Shaheen      |
| WK 2022               | Milton Keynes, Engeland                 | Shane Van Boening (1)      | Albin Ouschan        |
| WK 2023               | Kielce, Polen                           | Francisco Sanchez Ruiz (1) | Mohammad Soufi       |
| WK 2024               | Jeddah, Saoedi-Arabië                   | Fedor Gorst (2)            | Eklent Kaçi          |